# Solanoideae
Solanoideae — підродина квіткових рослин з родини пасльонових, сестринська до підродини Nicotianoideae.
Solanoideae містить деякі з найбільш економічно важливих родів і видів, таких як помідор (Solanum lycopersicum), картопля (Solanum tuberosum), баклажан (Solanum melongena), перець чилі та болгарський перець (Capsicum spp.), мандрагора (Mandragora spp.). Ця підродина складається з кількох добре встановлених триб: Capsiceae, Datureae, Hyoscyameae, Juanulloeae, Lycieae, Nicandreae, Nolaneae, Physaleae, Solandreae та Solaneae. Однак також містить суперечливі триби Mandragoreae і Jaboroseae.

## Трибові відносини
Відносини між трибами нещодавно були добре описані. Nicandreae є найбільш базовою трибою, що є сестрою для інших 9 (або за деякими підрахунками 11). Datureae є сестринською до Nicandreae, Physaleae, Capsiceae і Solaneae. Solaneae + (Physaleae + Capsiceae) утворюють добре підтримувану монофілетичну групу, але точне розгалуження в межах клади залишається неясним.